# Rue Henry Villard
Pour les articles homonymes, voir Henry et Villard.
La rue Henry Villard (en néerlandais : Henry Villardstraat) est une rue bruxelloise de la commune de Schaerbeek qui va du carrefour de la rue des Coteaux et de la rue Kessels à l'avenue Paul Deschanel.

## Histoire et description
La rue porte le nom d'un ingénieur français, Félix Henri Villard, né à Torteron le 14 août 1869 et décédé à Cahors le 26 septembre 1916. Il avait conçu un autogire, sorte d'ancêtre de l'hélicoptère, qu'il expérimenta sans succès en 1901 dans la cour intérieure de l'hôtel communal de Schaerbeek.
Les habitations sont numérotées de 7 à 25 pour le côté impair et de 2 à 14 pour le côté pair.

### Liens externes

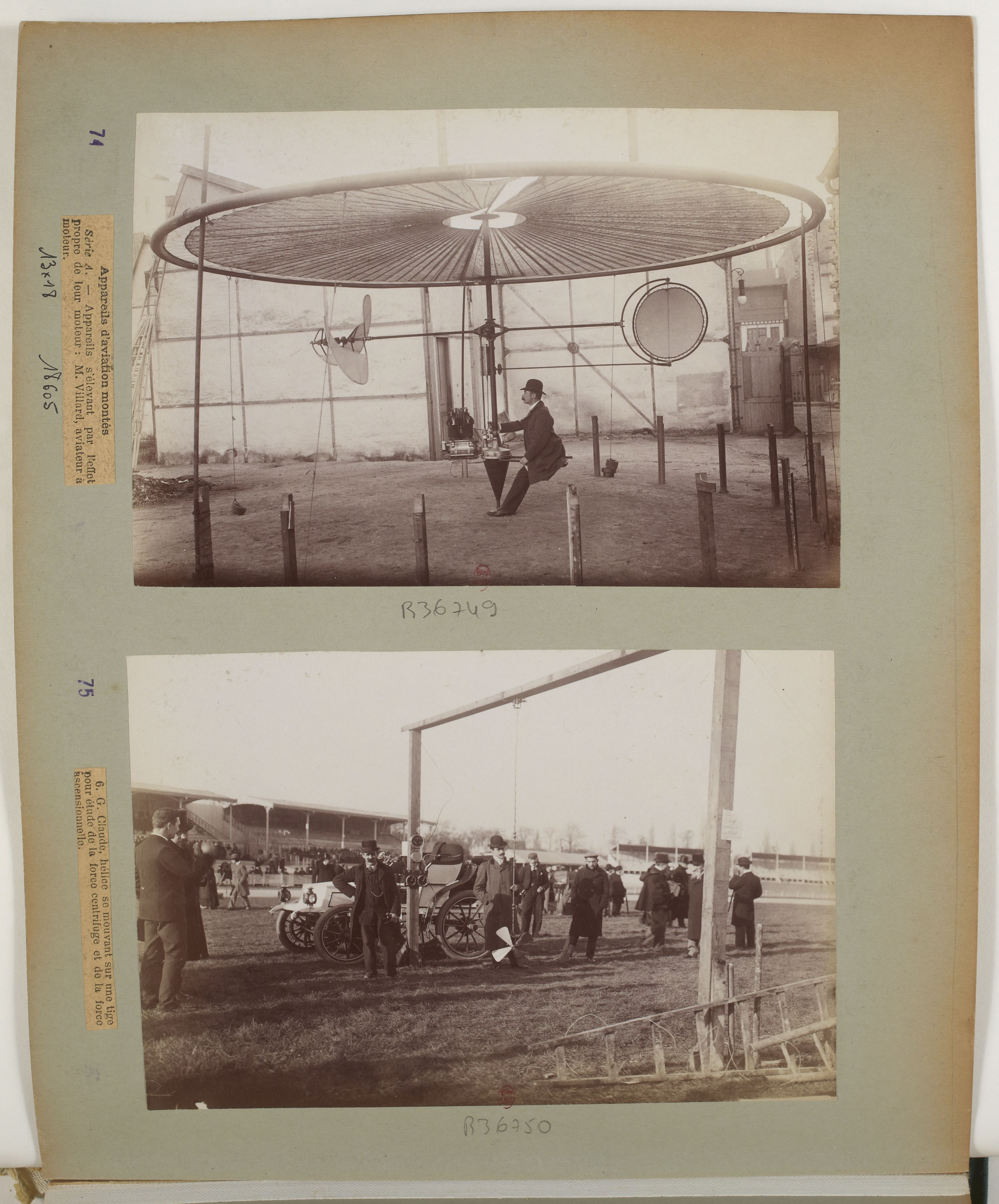
Félix Henri Villard au Concours annuel d'appareils d'aviation, le 14 novembre 1901 au Parc des Princes.